# Kampong Pou
Kampong Pou es una comuna (khum) del distrito de Krakor, en la provincia de Pursat, Camboya. En marzo de 2008 tenía una población estimada de 5908 habitantes.
Se encuentra ubicada al oeste del país, a escasa distancia del río Stung Pursat —tributario del lago Sap (Tonlé Sap)— y de la frontera con Tailandia.